# حقل (درعيات)
الحقل هو جزء من مكونات شعار الدولة.